# Матисен, Ивар
Ивар Матисен (норв. Ivar Mathisen; 14 июня 1920 — 7 октября 2008) — норвежский гребец, двукратный призёр чемпионатов мира (1948, 1950), призёр Олимпийских игр (1948) в гребле на байдарках.

## Биография
Матисен начинал заниматься греблей на байдарках в спортивном клубе Bærum KK. Во время немецкой оккупации Норвегии клуб был расформирован, но некоторые его члены продолжили тренировки. Осенью 1940 года Матисен и ещё девять человек приняли участие в норвежском движении Сопротивления. Спортсмены проводили военизированные учения на островах в заливе Осло-фьорд. Матисен устроился работать на бумажную фабрику в местечке Hamang, там же спортсмены проводили и тренировки. В погребе здания фабрики они упражнялись в стрельбе из английских пистолетов-пулемётов Стен и лёгких пулемётов Брен. Их тренировки не вызывали подозрения у немецких солдат или гестапо.

## Спортивная карьера
После войны Матисен принимал участие в международных соревнованиях по гребле на байдарках. В 1948 году на Олимпийских играх в Лондоне Матисен и его напарник Кнут Эстбю завоевали серебряную медаль в дисциплине К-2 10000 м и заняли четвёртое место в дисциплине К-2 1000 м. На прошедшем там же в Лондоне чемпионате мира Матисен вместе с товарищами по команде Иваром Иверсеном, Гансом Мартином Гульбрандсеном и Эйвиндом Скабо выиграл серебряную медаль в эстафета 4×500 метров.  
В 1950 году на чемпионате мира в Копенгагене Матисен и Эстбю завоевали серебряную медаль в классе двоек на дистанции 1000 м. В 1952 году на Олимпийских играх в Хельсинки они заняли пятое место на дистанциях 1000 м и 10000 м.
Вплоть до своей смерти в октябре 2008 года Матисен проживал в норвежской деревне Vøyenenga.